# Egernsund Sogn
Egernsund Sogn er et sogn i Sønderborg Provsti (Haderslev Stift).
Egernsund lå i Broager Sogn, der hørte til Nybøl Herred i Sønderborg Amt. Sognet blev i 1906 opdelt i et østre og et vestre distrikt med hver sin kirkebog. Egernsund Kirke blev bygget i Egernsund i 1907-1909, men måtte i begyndelsen kun bruges som kapel, så alle andre kirkelige handlinger fandt stadig sted i Broager Kirke. I 1959 blev Egernsund Sogn udskilt som selvstændigt sogn med egen præst og menighedsråd. Kapellet blev Egernsunds sognekirke, og Egernsund fik egen kirkegård i 1962.
I den tyske tid blev sogne normalt delt op i flere små kommuner. Uden at være et sogn var Egernsund således en kommune, da den i 1922 blev lagt sammen med Broager sognekommune. Broager Kommune opfyldte dermed størrelseskravet ved kommunalreformen i 1970 og gik uændret igennem. Men den indgik i Sønderborg Kommune ved strukturreformen i 2007.
I Egernsund Sogn findes følgende autoriserede stednavne:
- Bjerget (bebyggelse)
- Egernsund (bebyggelse, ejerlav)
- Lågemade (bebyggelse)
- Minde (bebyggelse)
- Rendbjerg (bebyggelse)
- Rødegade (bebyggelse)
- Skodsbøl Mark (bebyggelse)
- Skodsbøl Skov (areal)
- Skovgade (bebyggelse)